# Haapajärvi
Haapajärvi är en stad i landskapet Norra Österbotten i före detta Uleåborgs län. Haapajärvi har 6 802 invånare och har en yta på 789,11 km².
Haapajärvis språkliga status är en enspråkigt finsk kommun.

## Historia

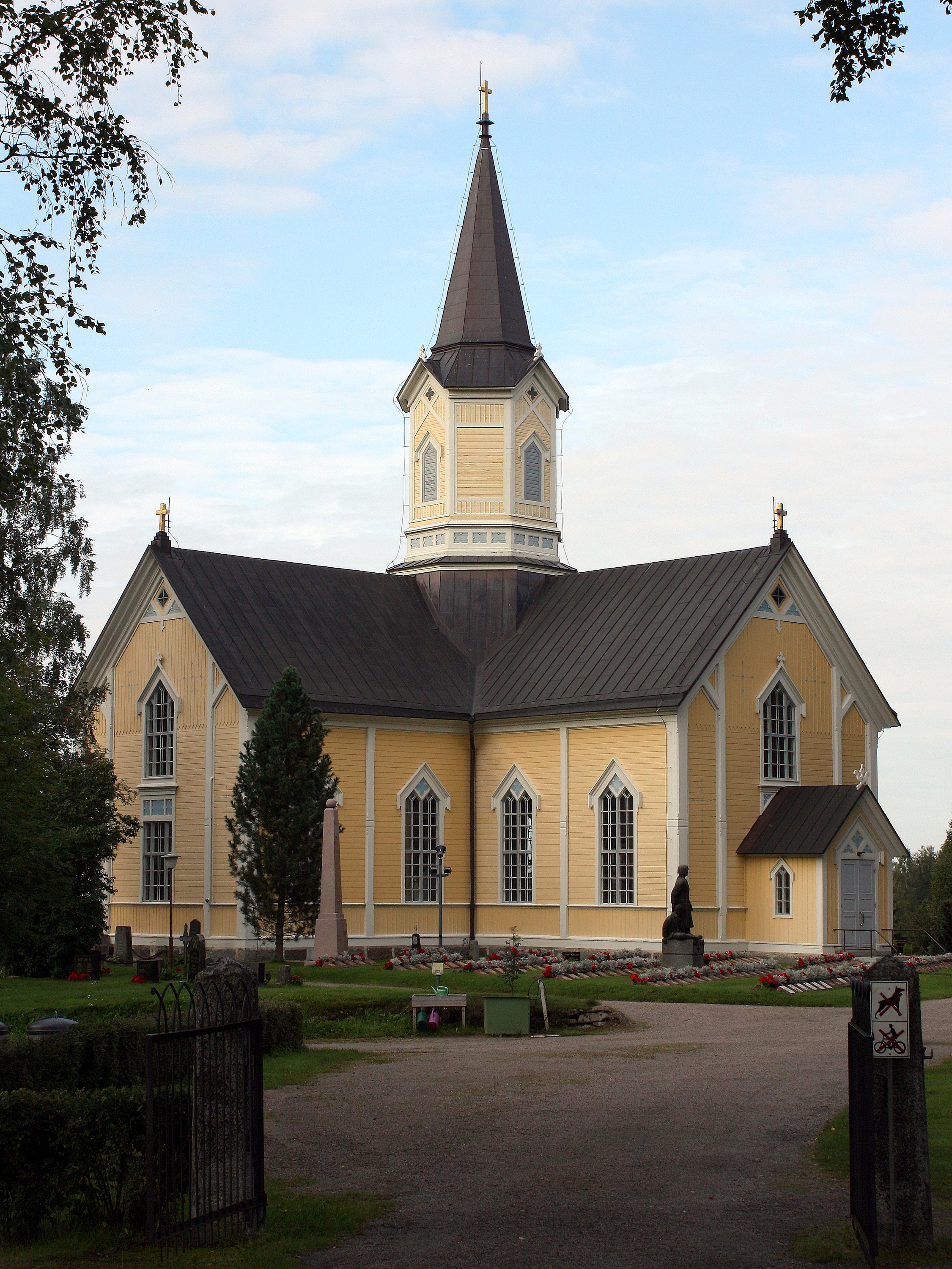
Haapajärvi kyrka

I Haapajärvi känner man till närmare 30 stenåldersboplatser. Antalet beror på att man där har att göra med en befolkning som ofta flyttade. Området besöktes åtminstone sedan medeltiden av tavaster, men även andra som kväner och birkarlar besökte dessa erämarker. Den tidigaste informationen om Haapajärvis bofasta befolkning härstammar från 1543. Då nämns tre män, Pekka Ronkainen, Pekka Rautia och Paavo Herrainen i dokumenten. Under 1500-talets senare hälft koloniserades Haapajärvi av savolaxiska nybyggare, trots att det var tavasternas erämark. I Gustav Vasas brev 1551 och 1552 framgår att tavasterna företog krigståg till Haapajärvi och Pyhäjärvi för att angripa savolaxiska bosättningar. Efter att fram till 1540-talet ha befolkat Norra Savolax trängde savolaxarna västerut. Enligt Gustav Vasa tillhörde all mark kungen, inte erämarksmännen. Det vilade på idén att kronan egentligen var rätte ägare till all jord, bönderna hade enbart brukningsrätten. Man fick äganderätt genom att bosätta sig där, vilket savolaxarna gjort. År 1607 fanns i Haapajärvi by 20 hushåll, varav en fjärdedel var ödeshemman.
 Efter 1550-talets tavastiska fälttåg fick Haapajärvi vara ifred fram till tiden efter klubbekriget (1596-97), fram till 1599 då Sigismunds anhängare i mars 1599 under Ambrosius Henriksson angrep bosättningarna i Pyhäjärvi, Haapajärvi, Reisjärvi och Lestijärvi. Haapajärvi besparades klubbekriget och 25-åriga kriget mot Ryssland (1570-95). Under stora ofreden krävdes ett okänt antal dödsoffer. Även missväxter på 1720- och 1740-talen besvärade bosättningen, samt lilla ofreden. Två tredjedelar av ortens befolkning beräknas ha östligt (savolaxiskt) ursprung, en tredjedel västligt. Dialekten har uppstått som en blandning mellan savolaxiska och västliga dialekter.
1910 hade Haapajärvi officiellt 6.400 invånare, varav 900 ändå bodde i Amerika. Emigrationen till Sverige berörde också Haapajärvi; 1970 var utflyttningen som störst då över 380 personer flyttade.

### Administrativ historik
Haapajärvi blev köping 1967 och stad 1977 när samtliga av Finlands köpingar upphörde och istället blev städer.

## Geografi

### Tätorter
Vid Statistikcentralens tätortsavgränsning den 31 december 2021 fanns två tätorter inom Haapajärvi stads område:
| Nr | Tätort                   | Folkmängd |
| -- | ------------------------ | --------- |
| 1  | Haapajärvi centraltätort | 4 280     |
| 2  | Oksava (del av)          | 403       |

## Styre och politik

### Stadsfullmäktige
| Presidium 2021–2023 | Presidium 2021–2023 | Presidium 2021–2023 |
| ------------------- | ------------------- | ------------------- |
| Ordförande          | Saml                | Aleksi Välikangas   |
| Vice ordförande     | C                   | Esko Peltoniemi     |

1 juli 2023 kommer ordförande och vice ordförande att byta uppdrag med varandra. Källa: Haapajärvi stad.

### Stadsstyrelsen
| Presidium 2021–2025    | Presidium 2021–2025 | Presidium 2021–2025 |
| ---------------------- | ------------------- | ------------------- |
| Ordförande             | SDP                 | Jari Nakkanen       |
| Förste vice ordförande | C                   | Teija Myllylä       |
| Andre vice ordförande  | C                   | Risto Hautakangas   |

Källa: Haapajärvi stad.

### Mandatfördelning i Haapajärvi stad, valen 1976–2021
| 4 | 4 |  | 2 | 13 | 3 |

| 4 | 7 | 2 | 18 | 4 |

| 3 | 6 | 3 | 18 | 5 |

| 2 |  | 6 | 3 | 19 | 4 |

| 2 | 8 |  | 2 | 19 | 3 |

| 2 | 8 | 4 | 19 | 2 |

| 2 | 6 | 23 |  | 3 |

| 2 | 8 | 22 | 3 |

| 21 | 14 |

|  | 6 |  | 16 | 3 |

| 18 | 9 |

|  | 6 |  | 3 | 14 | 2 |

| 19 | 8 |

| 8 |  | 3 | 14 |  |

| 22 | 5 |

| 5 |  | 2 | 13 |  | 5 |

| 18 | 9 |

### Vänorter
Haapajärvi har inga vänorter.

## Befolkning

### Demografi

#### Befolkningsutveckling
| Befolkningsutvecklingen i Haapajärvi stad 1975–2020                                                          | Befolkningsutvecklingen i Haapajärvi stad 1975–2020 | Befolkningsutvecklingen i Haapajärvi stad 1975–2020 | Befolkningsutvecklingen i Haapajärvi stad 1975–2020 | Befolkningsutvecklingen i Haapajärvi stad 1975–2020 |
| --- | --------------------------------------------------- | --------------------------------------------------- | --------------------------------------------------- | --------------------------------------------------- |
| |                                                     |                                                     |                                                     |                                                     |
| År |                                                     |                                                     | Folkmängd                                           |                                                     |
| 1975 | 1975                                                |                                                     | 7 846                                               |                                                     |
| 1980 | 1980                                                |                                                     | 8 202                                               |                                                     |
| 1985 | 1985                                                |                                                     | 8 454                                               |                                                     |
| 1990 | 1990                                                |                                                     | 8 463                                               |                                                     |
| 1995 | 1995                                                |                                                     | 8 519                                               |                                                     |
| 2000 | 2000                                                |                                                     | 8 236                                               |                                                     |
| 2005 | 2005                                                |                                                     | 7 882                                               |                                                     |
| 2010 | 2010                                                |                                                     | 7 639                                               |                                                     |
| 2015 | 2015                                                |                                                     | 7 438                                               |                                                     |
| 2020 | 2020                                                |                                                     | 6 896                                               |                                                     |
| Anm: Uppgifterna avser förhållandena den 31 december nämnda år enligt områdesindelningen den 1 januari 2022. |                                                     |                                                     |                                                     |                                                     |

#### Invånare efter födelseland
Av Haapajärvi stads 6 687 invånare den 31 december 2022 var 163 (2,44 %) födda utomlands. Personer födda i länder med färre än 10 invånare i kommunen är dolda av sekretesskäl.
| Nr | Födelseland                      | Antal | Andel (%) | Andel i hela riket |
| -- | -------------------------------- | ----- | --------- | ------------------ |
| 1  | Finland                          | 6 524 | 97,56     | 91,43              |
| 2  | Sverige                          | 50    | 0,75      | 0,61               |
| 3  | Det forna Jugoslavien            | 40    | 0,60      | 0,16               |
| 4  | Ryssland                         | 11    | 0,16      | 0,37               |
| 5  | Turkiet                          | 10    | 0,15      | 0,18               |
| -  | Övriga födelseländer (sekretess) | 52    | 0,78      | -                  |

### Språk
Befolkningen efter språk (modersmål) den 31 december 2022. Finska, svenska och samiska räknas som inhemska språk då de har officiell status i landet. Resten av språken räknas som främmande. För språk med färre än 10 talare är siffran dold av Statistikcentralen på grund av sekretesskäl.
| Språk                        | Talare 2022-12-31 | Talare 2022-12-31 |
| Språk                        | Antal             | Andel (%)         |
| ---------------------------- | ----------------- | ----------------- |
| Hela befolkningen            | 6 687             | 100,0             |
| Inhemska språk totalt        | 6 565             | 98,2              |
| Finska                       | 6 561             | 98,1              |
| Svenska                      | 4                 | 0,1               |
| Främmande språk totalt       | 122               | 1,8               |
| Ryska                        | 48                | 0,7               |
| Språk med färre än 10 talare | 74                | 1,1               |

|  | Finska (98,1 %) |

|  | Svenska (0,1 %) |

|  | Främmande språk (1,8 %) |

|  | Finska (98,1 %) |

|  | Svenska (0,1 %) |

|  | Främmande språk (1,8 %) |

## Kända personer från Haapajärvi
- Antti Syrjäniemi, amerikafinländsk sångare, sångtextförfattare och kompositör
- Mika Myllylä, finländsk längdskidåkare.